# Jørn Lauenborg
Jørn Lauenborg (født Hansen14. september 1944 i Odense) er en tidligere atletikudøver, som løb for atletikklubben Odense Freja. 
Han gjorde for alvor opmærksom på sig selv i 1967, da han vandt flere løb. Året efter blev han dansk mester på 5.000 m. Også på de længere distancer vandt han adskillige danske mesterskaber – det blev til i alt 18 individuelle titler.
I 1972 gav et par gode 5.000 meter løb genlyd,og han blev udtaget til OL i München, hvor det blev til en 11. plads i indledende heat.
I midten af 1970'erne var Jørn Lauenborg væk fra atletik i et par år, men gjorde comeback i 1976.
De næste otte sæsoner var nogle af hans bedste år som aktiv. Jørn Lauenborg forsøgte sig som maratonløber og blev dansk mester i 1980, hvilket udløste en billet til OL i Moskva. 
Ved OL åbnede han for hårdt og udgik efter godt 20 km – men havde da været på alverdens TV-kanaler. 
Jørn Lauenborg blev kåret som årets sportsmand i 1969.

## Personlige rekorder
- 1.500 m 3.47,6 minutter (1973)
- 3.000 m 7.56,8 minutter (1973)
- 3.000 m forhindringsløb 8.54,4 minutter (1971)
- 5.000 m 13.40,8 minutter (1973)
- 10.000 m 29.09,2 minutter (1972)
- 1/2 maraton 1.04,22 time (1979)
- Maraton 2.12,21 timer (London 13. maj 1984)

## Arbejde
Arbejder som fysioterapeut. 